# Жарков Олексій Дмитрович
Олексій Дмитрович Жарков (рос. Алексей Дмитриевич Жарков; * 27 березня 1948, Москва, Російська РФСР — пом. 5 червня 2016) — радянський і російський актор театру, кіно і дубляжу. Заслужений артист РРФСР (1984). Народний артист Росії (1994). Кавалер ордена Дружби (1998).

## Життєпис
Народився 27 березня 1948 року у Москві. Ще підлітком знявся в кіно.
Закінчив Школу-студію МХАТу (1970, курс О. М. Кареєва).
У 1971—1988 рр. — актор Театру імені М. М. Єрмолової.
У 1988—2000 рр. — актор МХАТ (з 1989 року — артист МХАТ імені А. П. Чехова).
З 2000 року знову працював в Театрі імені М. М. Єрмолової.
Яскравий характерний актор, зіграв понад 120 ролей у фільмах, телеспектаклях і серіалах.
Знявся в ряді фільмів українських кіностудій: «Була не була» (1986), «Десять негренят» (1987), «В'язень замку Іф» (1988), «Дама з папугою» (1988), «Кримінальний талант» (1988), «Любов до ближнього» (1988, т/ф), «Імітатор» (1990), «Ледарі» (2002).
У 2012 році актор переніс інсульт, після якого його тимчасово паралізувало. У березні 2016 року стався новий напад.
Помер після тривалої хвороби.
Похований на Покровському (Селятинському) кладовищі Наро-Фомінського району Московської області.

## Фільмографія

### Ролі в кіно і серіалах
- «Привіт, діти!» (1962, Петя, піонер з Ленінграда)
- «Такий великий хлопчик» (1963, Коля)
- Не в свої сани не сідай (1972, фільм-спектакль, Іван Петрович Бородкін, молодий купець)
- «Ходіння по муках» (1974—1977, т/с, роззява на мітингу; немає в титрах)
- «Ці неслухняні сини» (1976, Олег)
- «Андрій Колобов» (1977, фільм-спектакль, Фартуков)
- «Пізнаючи білий світ» (1978, Микола; реж. Кіра Муратова)
- «Слідство ведуть ЗнаТоКі. Підпасок з огірком» (1979, «Кочегар», злочинець)
- «Пристань» (1979, короткометражний)
- «Лють» (1979, фільм-спектакль, Куций)
- «Останнє полювання» (1979, Дрейс, член екіпажу шхуни)
- «Мелодія на два голоси» (1980, Гриша, перукар (озвучує Юрій Саранцев)
- «Крик гагари» (1980, майор Брагін, командир полку)
- «Ти повинен жити» (1980, Льошка Рожков, льотчик)
- «Громадянин Льошка» (1980, Олежик, вальник лісу)
- «Нічна подія» (1980, Степан Опанасович Воронов, таксист)
- «Пропаща справа» (1981, короткометражний, Вова Гришин)
- «Особисте життя директора» (1981, Гена Авдєєв, працівник комбінату (озвучив Валерій Захар'єв)
- «Штормове попередження» (1981, Валентин Федорович Ніколаєв, зоотехнік)
- «Дружина пішла» (1981, Олексій Петрович Петренко, будівельник)
- «Тричі про кохання» (1981, Пашка, друг Василя)
- «Грибний дощ» (1982, Коля Проклов)
- «Василиса Мелентьєва» (1982, фільм-спектакль, князь В. Шуйський)
- «Народився я в Сибіру» (1982, Василь Зав'ялов)
- «Ви чия, стареча?» (1982, Андрій, наречений Валентини, який повернувся з колонії)
- «Нас вінчали не в церкві» (1982, Іван Федорович, мировий суддя)
- «Торпедоносці» (1983, старшина Федір Черепець)
- «Парад планет» (1984, Руслан Слонов, «Слон», вантажник; реж. В. Абдрашитов)
- «Блондинка за рогом» (1984, робочий універсаму (озвучує Євген Кіндінов)
- «Прохіндіада, або Біг на місці» (1984, офіціант Коля)
- «Мій друг Іван Лапшин» (1984, Вася Окошкін; реж. О. Герман)
- «Одиночне плавання» (1985, радист)
- «Гроші для Марії» (1985, фільм-спектакль, Євген Миколайович)
- «Іван Бабушкін» (1985, Іван Васильович Бабушкін, професійний революціонер)
- «Вина лейтенанта Некрасова» (1985, Юрій Некрасов)
- «Хочу тобі сказати...» (1985, шофер; реж. В. Пічул)
- «Час синів» (1986, Михайло Кадкін)
- «Михайло Ломоносов» (1986, Тарас Васильович Постников; реж. О. Прошкін)
- «Пробач» (1986, Олександр Семенович)
- «Була не була» (1986, Андрій Петрович Звягінцев, директор школи; реж. В. Федосов, Одеська кіностудія)
- «Береги в тумані» (1986, полковник Самохвалов; реж. Ю. Карасик)
- «Вийти з лісу на галявину» (1987, гість учителя)
- «Джамайка» (1987, Стас Попков)
- «Наприкінці ночі»/ Im Morgengrauen (1987, СРСР—НДР, Петро Кукаркін, старпом на радянському судні)
- «Десять негренят» (1987, Вільям Блор; реж. С. Говорухін, Одеська кіностудія)
- «Місто Зеро» (1988, слідчий)
- «Любов до ближнього» (1988, т/ф, Мухоморов; реж. М. Рашеєв, кіностудія ім. О. Довженка)
- «Життя Клима Самгіна» (1988, т/с, Володимир Васильович Лютов, купець 1-ї гільдії, друг Клима)
- «В'язень замку Іф» (1988, т/ф, 3 с, барон Данглар, банкір; реж. Г. Юнгвальд-Хількевич, Одеська кіностудія)
- «Дама з папугою» (1988, Сергій; реж. А. Праченко)
- «Кримінальний талант» (1988, Сергій Георгійович Рябінін, слідчий; реж. С. Ашкеназі)
- «Васька» (1989, Осип)
- «Жінки, яким пощастило» (1989, Микола Ромашов, чоловік Віри)
- «У місті Сочі темні ночі» (1990, Степанович)
- «Імітатор» (1990, Левко Козак; реж. О. Фіалко, кіностудія ім. О. Довженка)
- «Не будіть сплячого собаку» (1991, Чибис)
- «Загублений в Сибіру» (1991, Нікола, злодій; реж. О. Мітта)
- «Мігранти» (1991, Віктор; реж. В. Прийомихов)
- «Кремлівські таємниці шістнадцятого століття» (1991, цар Іван Грозний; реж. Б. Бланк)
- «Божевільні» (1991, Олександр Христофорович Бенкендорф; реж. А. Сурикова)
- «Бабій 2» (1992, Геннадій Андрійович)
- «Аляска, сер!» (1992, «Катар»)
- «Білий король, червона королева»/ Roi blanc, dame rouge (1992, Сергій Жиров; реж. С. Бодров-ст., Росія—Франція—Німеччина)
- «Генерал» (1992, Лев Мехліс)
- «Я хотіла побачити ангелів» (1992, лікар, працівник моргу; реж. С. Бодров-ст.)
- «Вальс золотих тельців» (1992, Філіп Михайлович)
- «Відлюдник» (1992, Гера; реж. Б. Токарєв)
- «Заповіт Сталіна» (1993, Іван Сташков)
- «Пророцтво» (1993, Ігор Петрович Поплавський, колишній співробітник МДБ або КДБ; реж. Е. Рязанов)
- «Сни» (1993, генерал-полковник Клочков, заступник міністра оборони)
- «Життя і незвичайні пригоди солдата Івана Чонкіна» (1994, Гладишев, селекціонер; реж. Їржі Менцель)
- «Прохіндіада 2» (1994, Микола Миколайович)
- «Мішин ювілей» (1994, фільм-спектакль, Федір)
- «Фатальні яйця» (1995, Щукін)
- «Чоловік для молодої жінки» (1996, начальник колонії)
- «Кавказький бранець» (1996, Маслов; реж. С. Бодров-ст., Росія—Казахстан)
- «Королі російського розшуку» (1996, Михайло Захарідін)
- «Кар'єра Артуро Уї. Нова версія» (1996, Джузеппе Джівола, торговець квітами, гангстер)
- «Ревізор» (1996, Артемій Пилипович Земляніка)
- «Митар» (1997, Новицький; реж. О. Фомін)
- «Три сестри» (1997, фільм-спектакль, Солоний Василь Васильович)
- «Діти понеділка» (1997, Вася Нечуєнко; реж. А. Сурикова)
- «Хрустальов, машину!» (1998, чин МВС)
- «Параноя» (1998)
- «Чехов і Ко» (1998, фільм-спектакль)
- «Кому я винен — всім прощаю» (1998, господар квартири; реж. В. Пендраковський)
- «Поворот ключа» (1999, Нехорошев)
- «Справжні пригоди» (2000, фотограф)
- «Кордон. Тайговий роман» (2000, т/с, «Папа», контрабандист; реж. О. Мітта)
- «Таємниці палацових переворотів. Росія, століття XVIII» (2000—2001, Олексій Долгоруков)
- «Ідеальна пара» (2001, Щербатов, фінансовий директор)
- «Ледарі» (2002, т/ф, Цветіков; реж. О. Байрак, Україна)
- «Замислив я втечу» (2003, Аварцєв)
- «Немає порятунку від любові» (2003, Сидор)
- «Штрафбат» (2004, т/с, генерал-майор Ілля Григорович Ликов (2—11 серії)
- «Змотуй вудки» (2004, майстер з автосервісу)
- «Мандри і неймовірні пригоди однієї любові» (2004, Гвинт)
- «Казус Кукоцького» (2005, т/с, бомж)
- «Убивча сила-6» (2005, т/с, «Риба», злодій в законі (серія «Козачий роз'їзд»)
- «Мечоносець» (2006, батько)
- «Фартовий» (2006, зек «Дяк»)
- «Принцеса цирку» (2007, т/с, Олексій Романов)
- «Група „ZETA“» (2007, Петро Захарович Косенко)
- «Група „ZETA“». Фільм другий (2009, Петро Захарович Косенко)
- «Палата № 6» (2009, колишній головлікар (остання роль в кіно); реж. К. Шахназаров, О. Горновський) та ін.

### Озвучування
- «День паперового змія» (1986, батько Ані; роль Карена Джангиряна)
- «Плюмбум, або Небезпечна гра» (1986, Коля-Олег; роль Олексія Зайцева)
- «Катала» (1989, Олексій Греков — Грек; роль Валерія Гаркаліна) та ін.
- «Любов на острові смерті» (1991, професор Ервін Бернер; роль Нодара Мгалоблішвілі)